# ¡Aquí están los Aguilares!
¡Aquí están los Aguilares! es una película de comedia musical y wéstern mexicana de 1957 escrita y dirigida por Jaime Salvador y protagonizada por Luis Aguilar, Antonio Aguilar, Rosa de Castilla y Lucy Gallardo.

## Argumento
Tras enfrentarse y vencer a una banda de cuatreros, los hermanos Aguilar, Luis y Antonio llegan a la hacienda de la joven millonaria Anita, viuda de un coronel. Ambos intentan seducirla. Antonio y Luis Aguilar son un par de rancheros con notable fama de pendencieros. Ambos son mujeriegos, pero muy poco delicados en sus relaciones con las damas. Un hecho que les empuja con frecuencia a mortales enfrentamientos armados.

## Reparto
- Luis Aguilar como Luis.
- Antonio Aguilar como Antonio.
- Rosa de Castilla como Charito.
- Lucy Gallardo
- Armando Soto La Marina
- Joaquín García "Borolas"
- Agustín Isunza
- Julio Villarreal
- Antonio Raxel
- José Eduardo Pérez
- Manuel Arvide
- Francisco Meneses
- José Luis Fernández
- Guillermo Hernández (no acreditado).
- Ignacio Peón (no acreditado).
- Manuel Vergara (no acreditado).